# Spielintelligenz
Spielintelligenz, bisweilen auch mit Spielwitz gleichgesetzt, ist die Fähigkeit eines Spielenden, durch kreatives Denken, Entscheiden und Handeln ein Spielgeschehen im Sinne des Spielerfolgs positiv zu beeinflussen. Spielintelligenz kann auch in der innovativen Veränderung und im Erfinden neuer Spielformen und Spielregeln zum Ausdruck kommen.

## Begriff
Der Intelligenzbegriff umfasst eine Reihe kognitiver Komponenten. Die mit dem Spiel verbundene Intelligenz tritt vorrangig als „praktische Intelligenz“ in Erscheinung. Sie ist eine Veranlagung zu spontan sinnvollem Entscheiden und Handeln in einem Spielgeschehen. Als intellektuelles Vermögen bestimmt sie sich über verschiedene Variablen des kognitiven Fähigkeitsspektrums wie Übersicht im Spielgeschehen, Antizipation von gegnerischem Verhalten, flexibles Stellungsspiel, Einfühlungsvermögen in das Verhalten des Gegners und die entsprechende Umsetzung in spieltaktisches und spielstrategisches Handeln. Sie setzt zudem entsprechende physische und technische Fertigkeiten zur Umsetzung voraus, ohne welche die Erkenntnisse unwirksam blieben. Spielintelligenz ermöglicht es, die jeweils gegebene Situation des Spiels vorteilhaft für sich bzw. das eigene Team zu gestalten. Die vielfach synonym verwendeten Begriffe Spielwitz und Spielintelligenz verbinden der Einfallsreichtum und die Originalität beim Spiel, die Finesse, den Gegner durch überraschende Manöver auszutricksen.

## Charakteristik

### Spielintelligenz in der Spielgestaltung
Bei der Charakterisierung eines herausragenden Spielers wird häufig gesagt, er verfüge über eine „hohe Spielintelligenz“ oder, zur Lösung bestimmter, besonders kniffliger Spielaufgaben sei eine erhebliche Spielintelligenz gefragt. Spielintelligenz bewegt sich in den Rahmenbedingungen eines Spiels und befähigt in besonderem Maße dazu, sich bietende Spielchancen rasch zu erkennen und situationsangemessen darauf zu reagieren oder sie sogar zum eigenen Vorteil zu initiieren. Spielintelligenz ermöglicht eine optimale Handlungssteuerung. Diese Eigenschaft wird beispielsweise Athleten in den Mannschaftssportarten zuerkannt, die sich durch eine gute Übersicht im Spielgeschehen, einfallsreiche Spielzüge, technische Brillanz und mannschaftsdienlichen Einsatz zugunsten des gemeinsamen Erfolgs auszeichnen. Sie werden dadurch zu anerkannten Spielmachern im Aufbauspiel ihres Teams. Solche Eigenschaften werden im Fußball etwa Stars wie Héctor Rial, Ugo Locatelli oder Théophile Abega, im Handball einem Chris-Florian Treutler, im Eishockey einem Igor Nikolajewitsch Larionow oder Félicien Du Bois zugeschrieben. Ihre Fähigkeiten äußern sich in einem außergewöhnlich ausgeprägten taktischen und strategischen Denken, in der Antizipation von Torchancen und der Realisierung entsprechender Spielzüge. Spielintelligenz in diesem Sinne zeigt sich nach Warwitz/Rudolf grundsätzlich in Entscheidungen und Handlungen, die aus angelernten Automatismen, Routinen und vorhersehbaren Aktionen ausbrechen, kreative Momente ins Spiel bringen und den Spielgegner mit unerwarteten Spielzügen überraschen. Spielintelligenz prädestiniert mit der Befähigung, Spielaktionen zielgerichtet zu koordinieren und das Spielgeschehen taktisch zu steuern zu Führungsfunktionen in einer Mannschaft mit Kapitäns- oder Spielmacher-Aufgaben. Die intelligente Spielerpersönlichkeit wird dank ihrer Managementbegabung zum Mittler von Trainer und Team auf dem Feld und zum Spielgestalter im Match.
Spielintelligenz ist besonders bei den Ratespielen und den Strategiespielen, bei denen es Probleme zu lösen gilt, von großer Bedeutung. Neben den Sportspielen kommt ihr daher auch bei Brettspielen und Kriegsspielen, etwa dem Schachspiel, eine entscheidende Rolle zu: Das Schachspiel ist ein Denkspiel. Es stellt höchste Ansprüche an Konzentration, Gedächtnis, Kombinationsvermögen und strategische Intelligenz. Die beiden Schachgegner führen ein intellektuelles Kriegsspiel gegeneinander, bei dem der bessere Stratege gewinnt.

### Spielintelligenz als Erfindergeist
Spielintelligenz erweist sich über das Vermögen, vorhandenes Spielgut mit seinem vorgegebenen Regelwerk vorteilhaft nutzen zu können hinaus auch in der Fähigkeit, es kreativ umwandeln, situations- und personengerecht modifizieren und Spielgelegenheiten sogar erfinden, Spielgerät selbst herstellen zu können. Diese Begabung, Spielaufforderungen in der Umwelt zu entdecken, Spielideen aus diesen zu entwickeln und Spielformen aus diesen zu gestalten, sehen Warwitz/Rudolf als Grundform der Spielintelligenz, wie sie beim unbeeinflussten Spiel der Kinder noch häufig zu beobachten ist. Sie tritt bereits im frühen Kindesalter, von Natur aus angelegt, mit der Neugier und dem Explorationstrieb, die Umwelt zu erforschen, zutage und entwickelt sich selbsttätig, wenn Freiraum und Gelegenheiten zum eigenen Entdecken gegeben sind. Sie kann gefördert werden, wenn gut ausgebildete Spielpädagogen zur Verfügung stehen, die in der Lage und bereit sind, das kindliche Spielbedürfnis nicht zu gängeln, sondern mit sinnvollen Anregungen und Hilfestellungen zur Selbstfindung zu begleiten.
Spielintelligenz, Spielfähigkeit und Spielfreude können allerdings auch allmählich verloren gehen, wenn das Kinderzimmer mit allzu perfektem kommerziellem Spielzeug überflutet wird und Spielen sich im Wesentlichen im reinen Konsumieren des technisch zunächst faszinierenden, aber bald eintönig werdenden Spielzeugs erschöpft. Die Folgen für das Spielverhalten, dem wenig bis gar keine Eigeninitiativen im Spiel verbleiben, hat der Kinderbuchautor  Michael Ende mit den Erfahrungen seiner Hauptdarstellerin Momo eindrucksvoll vorgeführt: Die perfekt ausgestattete Puppe, die angeblich keine Wünsche offen lässt, die als programmierter Automat immer gleich reagiert und dem Spielenden kaum eigene Gestaltungsmöglichkeiten einräumt, tötet die Spielphantasie und lässt Langeweile aufkommen bzw. den Drang nach Abwechslung über immer neues Spielgerät.
Spielintelligenz zeichnet auch den erfolgreichen Spielleiter aus. Seine Kompetenz erweist sich nicht zuletzt dadurch, dass er in der Lage ist, die Gegebenheiten der Spielumwelt, die Voraussetzungen und Wünsche der Spielenden, das erforderliche Spielmaterial, die tauglichen Spielformen und Spielregeln situations- und teilnehmergerecht auszugestalten, umzuwandeln, bei Bedarf zu modifizieren und immer wieder neu zu denken. Spielintelligenz sorgt dafür, dass ihm dadurch die Spielideen nie ausgehen und immer neue Spielvarianten geboren werden.

## Bedeutung
Spielintelligenz ist besonders bei anspruchsvollen Spielformen gefragt. Sie wird schwerpunktmäßig in den Spielgattungen der Denkspiele und der Kreativspiele gefordert und gefördert. Sie hebt das Bewegungsspiel auf ein höheres Niveau und beansprucht neben den Bewegungsorganen und dem technischen Können auch geistige Beweglichkeit und Einfallsgabe. Sie leistet damit einen wesentlichen Beitrag zur Rückgewinnung des ganzheitlichen Spielens. Sie aktiviert neben den sportlichen, technischen und sozialen Anreizen auch die intellektuellen Voraussetzungen der Spieler und bringt damit weitere Motive zum Spielen ins Spiel ein. So wird es zu einer Kernaufgabe der Spielpädagogik, dem Druck des Marktes und der Tendenz zu kommerzialisiertem Spielzeug entgegenzuwirken und Kindern dabei zu helfen, das ursprüngliche, eigenständige Spielen, das Gestalten eigener Spiellandschaften und Spielformen wieder zu entdecken und die eigene Spielphantasie wirksam werden zu lassen.